# Super Tight
| Críticas profissionais | Críticas profissionais |
| Avaliações da crítica  | Avaliações da crítica  |
| Fonte                  | Avaliação              |
| ---------------------- | ---------------------- |
| Allmusic               | [ 1 ]                  |
| The Source             | [ 2 ]                  |
| RapReviews.com         | [ 3 ]                  |

Super Tight... é o segundo álbum de UGK. Desde 2011, vendeu 374.985 cópias.

## Lista de faixas
1. "Return"
2. "Underground"
3. "It's Supposed to Bubble"
4. "I Left It Wet for You"
5. "Feds In Town" (featuring Mr. 3-2)
6. "Pocket Full of Stones Pt. 2"
7. "Front, Back & Side to Side" (featuring Smoke D)
8. "Protect & Serve"
9. "Stoned Junkee"
10. "Pussy Got Me Dizzy" (featuring Mr. 3-2)
11. "Three Sixteens" (featuring DJ DMD)

## Posições nas paradas
| Parada (1994)                           | Melhor posição |
| --------------------------------------- | -------------- |
| E.U.A. Billboard 200                    | 95             |
| E.U.A. Billboard Top R&B/Hip-Hop Albums | 9              |